# Dietmar von Aist

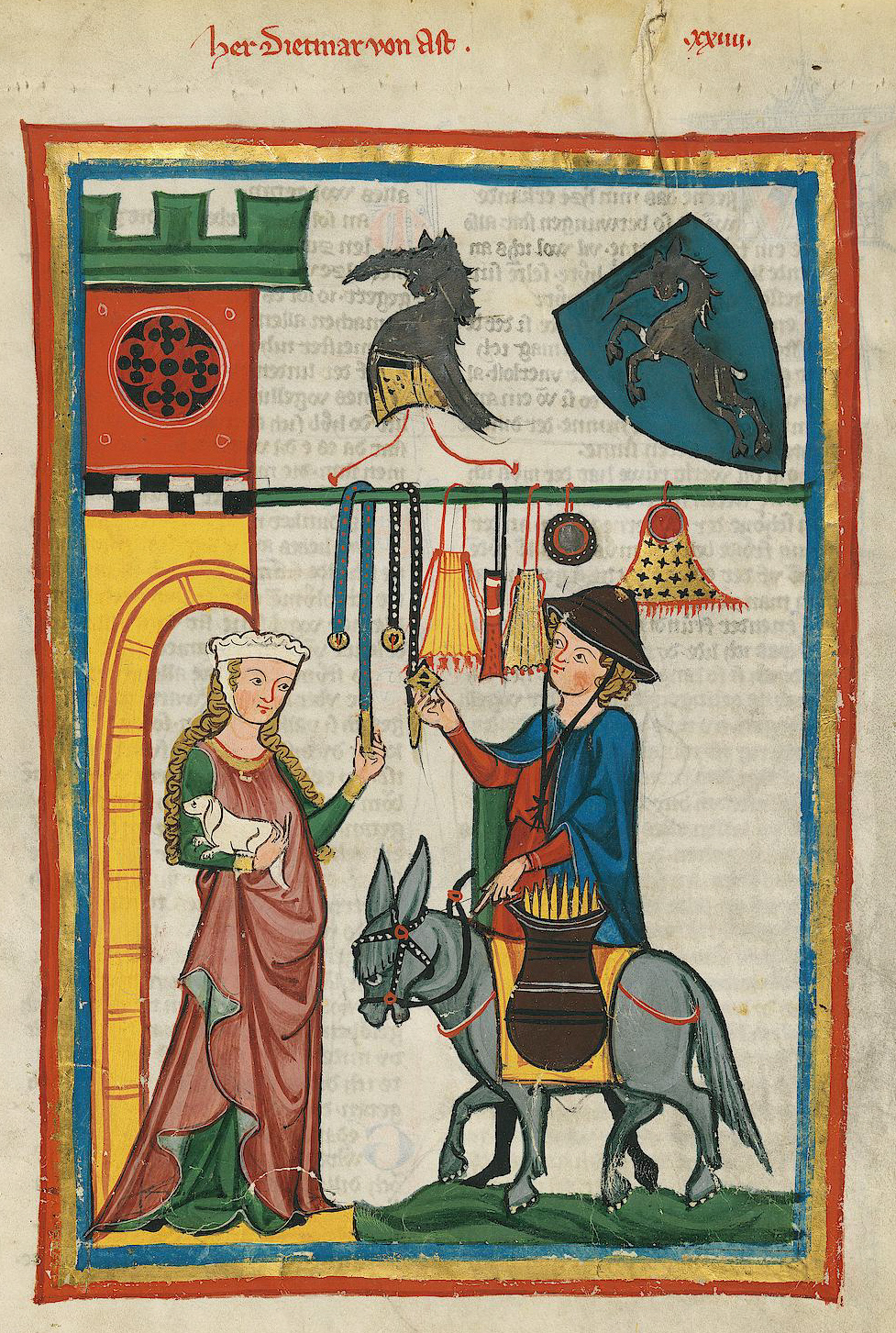
Dietmar von Aist (Codex Manesse), folio 64r

Dietmar von Aist, Dietmar von Eist (ur. ok. 1139 – zm. ok. 1171) – jeden z pierwszych niemieckich poetów – minnesangerów. Jego pieśni znane są ze zbioru Des Minnesangs Frühling.